# Ридеркерк
Ридеркерк (на нидерландски: Ridderkerk) е град в провинция Южна Холандия, югозападна Нидерландия. Община Ридеркерк има население от 45 789 жители (по приблизителна оценка от януари 2018 г.).
Разположен е на 1 метър под морското равнище в делтата на Рейн-Маас-Схелде, на левия бряг на ръкава Нюе Маас и на 10 километра югоизточно от центъра на Ротердам. Селището се споменава за пръв път в средата на XIII век, като е разположено на мястото на пресушени столетие по-рано блата.

## Известни личности
Родени в Ридеркерк
- Кевин Стротман (р. 1990), футболист